# 시부야 마사야
시부야 마사야(일본어: 澁谷 雅也, 1998년 5월 4일~)는 일본의 축구 선수이다.

## 구단 경력
그는 2021년 일본 풋볼 리그의 FC 오사카에 입단했다. 2022년 일본 풋볼 리그 준우승으로 J3리그로 승격했다. 2023년까지 36경기에 출전하여, 2득점을 넣었다.